# Usine FBFC de Pierrelatte
L'usine FBFC de Pierrelatte, exploitée par la société Franco-Belge de Fabrication du Combustible (FBFC) est une installation industrielle située sur le site nucléaire du Tricastin spécialisée dans la fabrication de produits entrant dans le cycle du combustible nucléaire : des composants d’assemblages de combustible, des grilles de structure d’assemblages et des grappes de contrôle et de bouchons. 

## Histoire
L’usine est créée en 1983. En 1998, ses activités nucléaires son arrêtées et elle perd son statut d’Installation nucléaire de base (INB 131) le 22 mai 2003

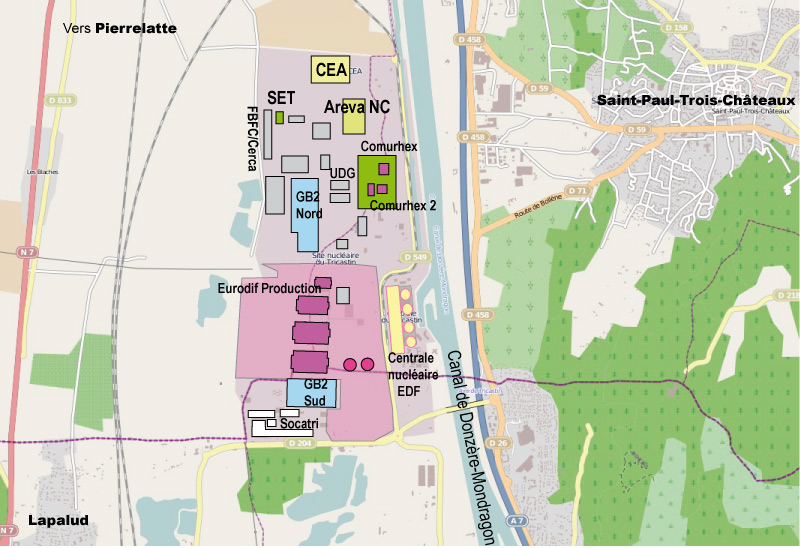
Localisation de l'usine FBFC sur le site nucléaire du Tricastin

,